# Barleria vollesenii
Barleria vollesenii är en akantusväxtart som beskrevs av I.Darbysh.. Barleria vollesenii ingår i släktet Barleria och familjen akantusväxter. Inga underarter finns listade i Catalogue of Life.